# Idionyx orchestra
Idionyx orchestra är en trollsländeart som beskrevs av Maurits Anne Lieftinck 1953. Idionyx orchestra ingår i släktet Idionyx och familjen skimmertrollsländor. Inga underarter finns listade i Catalogue of Life.